# Offshore Leaks

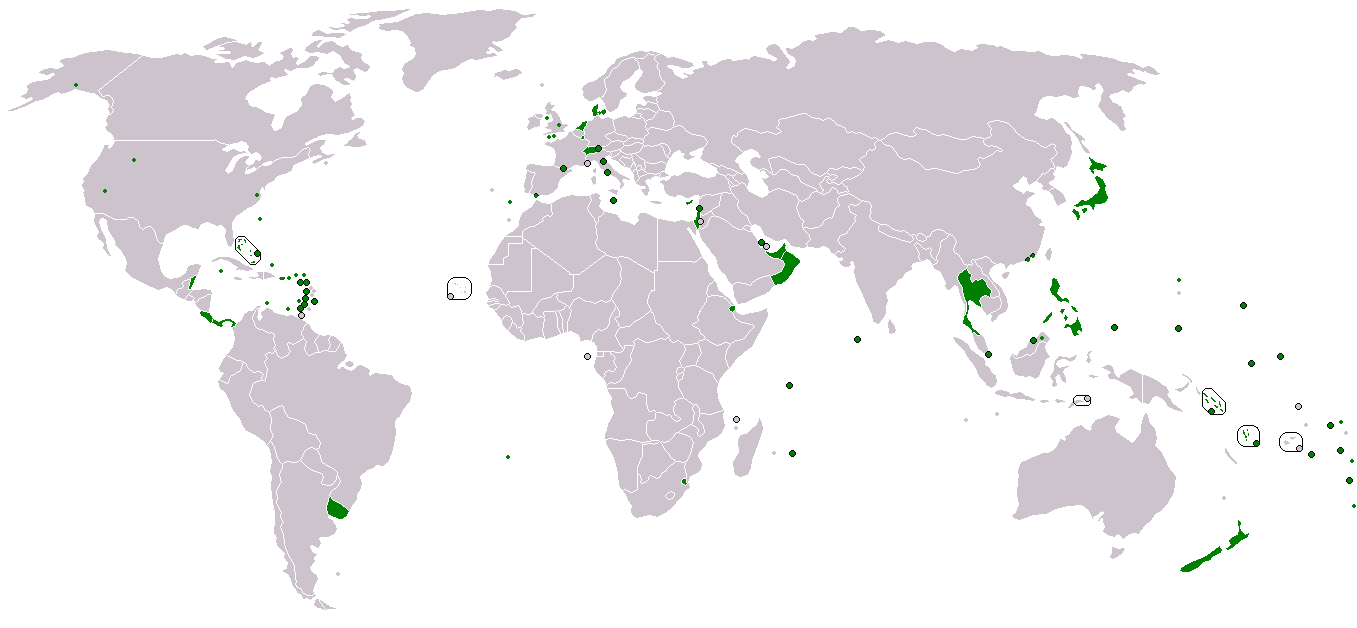
Bản đồ các thiên đường thuế trong năm 2010 theo OECD và Tax Justice Network

Offshore Leaks là một vụ phát giác xảy ra vào tháng 4 năm 2013 về việc trốn thuế và những thiên đường thuế (tax heavens). Khoảng 130,000 người có dính líu tới những hoạt động bất hợp pháp và đáng nghi ngờ, trong số này có hàng trăm người Đức và gần 4000 công dân Mỹ. Thụy Sĩ có khoảng 300 người và 70 hội đoàn được nhắc tới trong các tài liệu. Những tài liệu này xuất xứ từ 2 trong những hội đoàn tài chính (trust company) lớn nhất thế giới, Portcullis TrustNet Group, tập đoàn lớn nhất châu Á, và Commonwealth Trust Limited (CTL). Những dữ kiện này được lưu trong một ổ đĩa cứng đã được gửi nặc danh tới Liên đoàn nhà báo điều tra quốc tế (International Consortium of Investigative Journalists, ICIJ) tại Mỹ.

## Dự án "Offshore leaks"
"Offshore leaks" là một dự án nghiên cứu mất tháng trời với sự tham gia của 86 ký giả từ 46 nước. Một nguồn mà bây giờ vẫn nặc danh đã gửi vào năm 2011 cho Gerald Ryle, giám đốc của Nghiệp đoàn quốc tế các nhà báo điều tra (ICIJ), những dữ kiện có dính líu tới một cuộc điều tra vụ lừa đảo Firepower bên Úc. Những thông tin này nằm trong 2,5 triệu văn kiện với số lượng là 260 Gigabyte về tổng cộng 10 thiên đường thuế, chủ yếu về Quần đảo Virgin Anh (British Virgin Islands - BVI) - vùng đất vẫn được xem là nơi ẩn náu tài chính lý tưởng bên ngoài đảo quốc Anh., tham dự vào việc phân tích tài liệu có các nhân viên của đài BBC, các tờ báo The Guardian, Washington Post, Le Monde, SonntagsZeitung, đài NDR Fernsehen, NDR Info và tờ Süddeutsche Zeitung. Trong một chiến dịch của dự án, các cơ quan thông tin cùng tường thuật vào ngày 4 tháng 4 năm 2013 về những tổ chức của thiên đường thuế, làm sao họ có được những tiền lậu thuế, cũng như làm sao giấu đi những số tiền

## Kết quả điều tra

### Trong những thông tin mà đã được công bố có tên nhiều nhân vật, trong đó có những người nổi tiếng như:

#### Đức:Gunter Sachsmột doanh nghiệp giàu có tại Thụy Sĩ.
- Pháp: ông Jean-Jacques Augier, phụ trách tài chính trong cuộc vận động tranh cử của Tổng thống Pháp François Hollande hồi năm 2012, người có đối tác là một doanh gia Trung Quốc.
- Mông Cổ: Cựu bộ trưởng Tài chính (từ năm 2008-12), ông Bayartsogt Sangajav, người thành lập công ty "Legend Plus Capital Ltd" có tài khoản tại Thụy Sĩ.
- Azerbaijan: Tổng thống Azerbaijan và gia đình. Ông Hassan Gozal, một trùm tư bản ngành xây dựng, kiểm soát các tài sản mang tên hai con gái Tổng thống Ilham Aliyev.
- Nga: Vợ Phó Thủ tướng Nga, bà Olga Shuvalova, một thương gia và chính trị gia Nga. Chồng bà, ông Igor Shuvalov, bác bỏ những cáo giác những việc đã làm sai trái liên quan tới lợi ích của bà vợ ông ở hải ngoại.
- Philippines: Maria Imelda Marcos Manotoc, thống đốc một tỉnh và là con gái cựu Tổng thống Ferdinand Marcos, người nổi tiếng về tham nhũng.
- Hoa Kỳ: Denise Rich, vợ cũ của thương gia dầu lửa nổi tiếng Marc Rich, người từng được Tổng thống Clinton tha bổng về tội trốn thuế.[8]
- Gruzia: Thủ tướng Bidzina Ivanishvili bị tiết lộ là chủ của công ty offshore Bosherston Overseas Corp tại British Virgin Islands[10].
- Ấn Độ: Gaddam Vivekanand dân biểu quốc hội thuộc đảng Congress, cũng là phó chủ tịch nghiệp đoàn kỹ nghệ Visaka, là giám đốc công ty offshore Belrose Universal Ltd.
- Nam dương: Stephen Riady, gia đình Riady là chủ nghiệp đoàn Lippo....

và hầu như tất cả các nhà băng lớn như Deutsche Bank, JPMorgan Chase, UBS.
Ước tính tới hơn 20 ngàn tỷ USD thuộc về các đại gia lớn có thể đang được để ở các tài khoản hải ngoại.

## Mạng lưới Gunter Sachs
Vào ngày 4 tháng tư 2013 báo Süddeutsche Zeitung (SZ) tường thuật về những tham dự và những dính líu đầy phức tạp về tài chánh của Gunther Sachs tại những trung tâm tài chinh Offshore (Offshore financial centre). Có rất nhiều văn kiện như giấy chứng nhận, và các hợp đồng, bản sao của thẻ căn cước, và các bản thanh toán tiền thù lao, emails và telefaxes, và có cả thư từ có chữ ký bằng tay của Gunter Sachs, các doanh nghiệp, trusts và các luật sư có liên hệ.

## Thành lập các Trusts và các công ty giả dạng bởi Deutsche Bank
Theo các điều tra của tờ báo SZ và đài truyền hình NDR thì, Deutsche Bank là một trong những ngân hàng lớn, mà đã giúp đỡ khách hàng trốn thuế. Chỉ qua chi nhánh tại Singapur họ đã cho thành lập 309 hãng và Trusts. Portcullis TrustNet, hãng được thuê tại Singapur, đã đăng ký những hãng và Trusts này cho Deutsche Bank và trong nhiều trường hợp cho hãng Regula Limited, một hãng con của Deutschen Bank, đặc quyền quản lý những hãng này. Deutsche Bank, làm việc chung với các cố vấn luật pháp và thuế vụ, giúp đỡ khách hàng thành lập, điều hành các Trusts, hãng xưởng và các quỹ để trốn thuế tại nhiều nước.,

## Thành lập các hãng offshore rất dễ dàng
Các ký giả báo SZ rất ngạc nhiên, khi điều tra ra là rất dễ dàng để mở các hãng offshore. Chỉ cần viết email là có thể thành lập được các trusts hoặc các hãng offshore. Ngay cả những ước muốn như, bịa ra các giám đốc hoặc để nặc danh, đối với các tổ chức phục vụ tài chính rất dễ dàng. Những đòi hỏi đặc biệt này tốn thêm khoảng 300 cho tới 400 Dollars. Một thương gia Đức mời chào với giá 1.427 Euro để thành lập một hãng offshore trong vòng một tuần. Những lý do để mà thành lập các hãng loại này thường là để giấu diếm tài sản khi bị vỡ nợ, để khỏi phải trả thuế khi thừa hưởng gia tài, và các loại thuế khác.

## Vấn đề trốn thuế

Cấu trúc nhóm và số liệu thống kê của “Gourmet Master Co. Ltd.”, kể từ ngày 31/12/2017, với siêu liên kết đến Liên đoàn nhà báo điều tra quốc tế (ICIJ) Offshore Leaks Cơ sở dữ liệu.
Cf. hướng dẫn sử dụng cho SVG tương tác này tại trang mô tả của tập tin trên Wikimedia Commons.

Theo một nghiên cứu của Tax Justice Network dựa trên các dữ kiện của IWF vào năm 2012 thì những người giàu có trên thế giới giấu tiền trong những thiên đường thuế khoảng từ 16,4 cho tới 25 ngàn tỷ Euro, để mà không phải đóng thuế. Nhà nước của những người này như vậy mất đi mỗi năm một số tiền thuế tối thiểu là 148 tỷ Euro. Theo phỏng đoán của ông giám đốc công đoàn thuế vụ Đức Deutschen Steuergewerkschaft thì có khoảng 400 tỷ Euro tiền lậu thuế từ Đức được giấu ở ngoại quốc. Bởi vì tài sản trốn thuế của các tỷ phú này thường thuộc về một hội đoàn, cho nên những người này thường là giàu có nhiều hơn là con số mà quần chúng được biết tới.

## Phản ứng

### Đức
Chính phủ Đức và chính phủ tiểu bang Nordrhein-Westfalen tuyên bố, sẽ điều tra về những vụ trốn thuế trong vụ này.
Nhiều chính trị gia đòi hỏi các nước Âu châu làm việc chung đối phó với các thiên đường trốn thuế nói chung, cũng như cách tiến hành tương tự như luật FATCA mà đã được ban hành tại Mỹ năm 2010, trong đó các ngân hàng có trách nhiệm, phải nộp thông tin tài chánh của các người Mỹ cho cơ quan thuế vụ Mỹ.
Liên hiệp các công đoàn đòi hỏi là phải nhận thêm nhiều các giám sát viên tài chính, vì mỗi người giám sát viên mỗi năm mang lại thuế cho nhà nước khoảng chừng 1 triệu Euro, nhiều hơn lương họ khoảng 20 lần, mỗi lần giám xét thu nhập của một triệu phú trung bình là họ phải trả thêm khoảng 135.000 Euro.
Ứng cử viên chức thủ tướng của đảng SPD Peer Steinbrück đòi phải phạt nặng hơn, rút lại giấy phép làm việc của những ngân hàng có dính líu đến.
Xem thêm
- Tài liệu Panama

#### Tiếng Đức
- „Offshore-Leaks": So gelang die Enthüllung NDR
- Themenüberblick bei der Süddeutschen Zeitung
- Hans Leyendecker über die Recherche (Deutschlandradio)

#### Tiếng Anh
- Inside the global offshore money maze Bài viết của các ký giả tham dự vào vụ phát giác này Center for Public Integrity
- Seite mit Artikeln bei dem International Consortium of Investigative Journalists
- Steuerhinterziehung in Offshore-Finanzplätzen in einer Animation erklärt
- www.taxjustice.net: The price of offshore revisited (2012, PDF, 46 S.)